# 北部都會區
北部都會區（英語：Northern Metropolis，簡稱：北都）是香港政府推動的策略性區域發展計劃，旨在於香港北部構建一個融合創新科技、產業發展與生態保育的綜合都會區。該構想最早由時任行政長官林鄭月娥於2021年10月6日發表的《施政報告》中提出，規劃在20至30年內分階段實施，打造香港未來經濟增長與城市空間重塑的關鍵引擎。政府亦設立北部都會區督導委員會，由行政長官親自領導，統籌跨部門協作與政策落實。

## 概述
北部都會區涵蓋香港北區及元朗區北部，總面積約300平方公里，約佔香港總面積三分之一。該區域包括天水圍、元朗、粉嶺／上水等已發展新市鎮，以及多個處於不同規劃階段的新發展區，並整合了部分原邊境禁區土地。不同於傳統行政區劃，北部都會區是基於地理特徵、產業政策和跨境協同等因素規劃形成的綜合發展區域。
政府指出，過往新市鎮發展未能有效解決「職住失衡」問題，導致大量新界居民每日需跨區通勤至維港都會區，加重南北交通壓力，亦限制新界潛力發揮。北部都會區的構想正是回應此一結構性問題，透過在地創造就業機會，促進人口與職位的空間重組。
規劃理念強調產業發展與生態保育並重，重點發展創新科技、高端專業服務等產業，同時改善職住平衡問題，並強調與深圳的協同發展，通過7個陸路口岸和規劃中的跨境交通基建，促進粤港澳大灣區要素流動。2023年10月，政府公布《北部都會區行動綱領》，將區域劃分為四大功能區：「高端專業服務和物流樞紐」、「創新科技地帶」、「口岸商貿及產業區」及「藍綠康樂旅遊生態圈」。2025年財政預算案進一步明確，將優先投入資源推進創科用地、跨境鐵路等重點項目。
據政府數據，截至2025年3月，區內已啟動多個大型項目，總投資額達2,240億港元，預計最終可容納約250萬人口，提供65萬個就業崗位。其中創科產業預計創造15萬個職位，佔總就業機會約23%。

## 發展區域
北部都會區開發之區域以香港北區（尤其是粉嶺、古洞、羅湖），以及元朗區北部及洪水橋為主。並且致力於城鄉共榮以及積極保育。預計會以雙城三圈之計劃實施。
2023年10月，當局宣佈將北部都會區分為四個大區域：
- 「高端專業服務和物流樞紐」涵蓋元朗和天水圍新市鎮、洪水橋／厦村新發展區、元朗南新發展區，以及流浮山一帶。
- 「創新科技地帶」佔地300公頃，主要涵蓋新田科技城（包括港深創新及科技園）、河套區，以及北環線沿線的牛潭尾地區。
- 「口岸商貿及產業區」包括上水、粉嶺、古洞北／粉嶺北新發展區，以及研究中的新界北新市鎮。
- 「藍綠康樂旅遊生態圈」位於北部都會區最東部，涵蓋紅花嶺、蓮麻坑、沙頭角、印洲塘等地區，可作康樂及旅遊發展。

當局指，北部都會區內也會發展「北都大學教育城」，在洪水橋／厦村、牛潭尾及新界北新市鎮共預留超過60公頃用地，供專上院校發展校園。目前理大、浸大、城大、恒大等19間專上院校參與北都大學教育城的諮詢活動及提交建議書，其中，有院校希望把整個校園遷至北都，亦有部分院校計劃在北都成立「衞星校園」。2024年10月，政府發表施政報告，提到已在北部都會區預留至少80公頃用地，發展教育城。

## 歷史
- 2014年，北環線開始被計劃，原計劃連結東鐵綫及西鐵線之用。
- 2021年10月，時任特首林鄭月娥發表施政報告，首次提出北部都會區之計劃。但卻獲得不少人反對，更有人質疑表示這是懸浮半空。[6]不過政府仍表示有能力應付。[7]
- 2022年4月，當時為特首參選人的香港特首李家超表示會繼續北部都會區的計劃。[8]
- 於2022年度的施政報告中，特首李家超提到發展北部都會區的方案，當中包括建造中鐵綫（北環線之延伸）及建設北都公路。
- 2023年10月，行政長官李家超發表施政報告，稱北部都會區的規劃會以產業帶動，基建先行為主軸，指北部都會區將分為四大區域，由西至東分別為高端專業服務和物流樞紐、創新科技地帶、口岸商貿及產業區、藍綠康樂旅遊生態圈。政府隨後公佈《北部都會區行動綱領》， 指北部都會區可提供約3000多公頃的新發展土地，當中大概1400公頃10年內可供發展，提供超過50萬個新住宅單位，當局認為是香港未來房屋供應重鎮。[4][9]
- 2024年10月，施政報告提及會試行「片區開發」模式，加快北部都會區建設，物色三個片區作試點，分別位於新田科技城、洪水橋／厦村和粉嶺北三個新發展區，並由投得片區的發展商綜合開發，公共設施建成後交回政府營運。2024年底前陸續為三個片區進行市場意向調查。[10][11]

## 實施
- 發展洪水橋一帶
- 將北環線延伸至粉嶺、羅湖南站
- 建設新田科技城
- 將部分政府機構遷至北部都會區[12]
- 建設羅湖、文錦渡交通樞紐
- 擴大香港濕地公園

## 持份者反應

### 發展區居民
北部都會區發展區域的居民反應較為兩極。部分人認為北部都會區有助提升當地經濟，刺激北區樓市，也有利當區業主；亦有人擔憂會造成負面影響，規劃落實至少需要10到20年，且地鐵、車站選址等仍存在許多變數，並擔憂發展商、二手業主藉機漲價，住房供應量遠遠趕不上樓價上漲，增加置業困難。

### 贊成意見
民建聯於2021年10月11日至18日期間，以實體及網上問卷形式進行，共訪問939名現居於新界北部的居民。結果顯示84%受訪者支持政府提出的「北部都會區發展策略」；66%受訪者表示不認為北部都會區會影響政府財政，71%受訪者認同北部都會區最多新增的50多萬個住宅單位可幫助解決香港房屋問題；82%受訪者認為將加快港深兩地連接及緊密互動，對個人而言屬好事；63%受訪者認為自己或家人將受惠於北部都會區發展完成後新增的65萬個職位。

### 反對意見
社民連形容建設「北部都會區」為超級世紀工程，涉及長時間及香港三分一人口和土地，或需動用兆計的資金，卻未有經過社會討論，政府亦未公開其研究方法、數據、可行性評估等資料。社民連又指，政府同時推進「北部都會區」及「明日大嶼」，或會因此掏空庫房，並可能導致工程成本大幅上升及超支延誤，表明反對兩項工程。
至於「北部都會區」發展所需成本，時任行政長官林鄭月娥表示，強調「一造出有地就賺錢」，但表示未計過開發所需資金，強調歷史上開拓土地必定賺錢，亦可提供更多就業和住房，指任何負責任政府都應該要發展。此令部分人質疑 「未計過數便提出計劃」是過於荒誕，有關長遠願景和構思離落實發展程序還有很長距離。

## 外部連結
- 北部都會區 Northern Metropolis 官方網站
- 北部都會區 Northern Metropolis 官方Facebook專頁 （页面存档备份，存于）